# Zoo de Louisville
Le zoo de Louisville ou le jardin zoologique de Louisville est un zoo de 0,55 km² situé à Louisville, dans l'État du Kentucky, aux États-Unis. Principal zoo de l'État du Kentucky, il accueille 1 300 animaux présentés par zones géographiques.
Le zoo est accrédité par l'American Zoo and Aquarium Association (AZA) et par l'American Association of Museums (AAM). Durant la saison 2006-2007, le zoo a accueilli un total record de 810 546 visiteurs.

## Histoire
Le zoo a été créé en 1969 sur des terres achetées au Kentucky par la cité de Louisville dans les années 1960. La plupart des fonds initiaux furent apportés par le philanthrope local James Graham Brown.

## Activités
Le zoo fut récompensé en 2003 par l'AZA pour sa zone « Forêt des gorilles ». Une des curiosités du zoo est aussi son alligator albinos qui est un animal très rare. Le zoo organise des concours chez les visiteurs pour trouver un nom aux animaux nés dans le zoo.

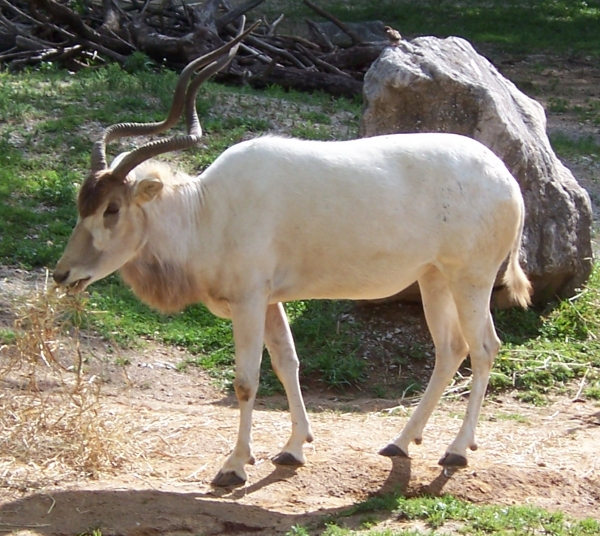
Addax
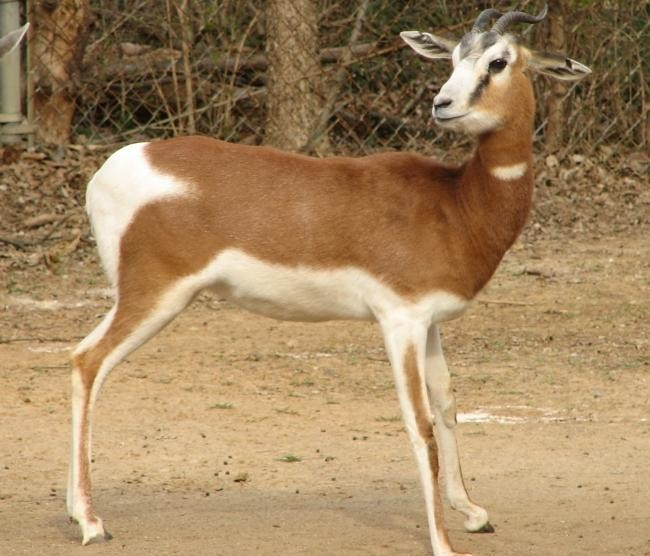
Gazella dama
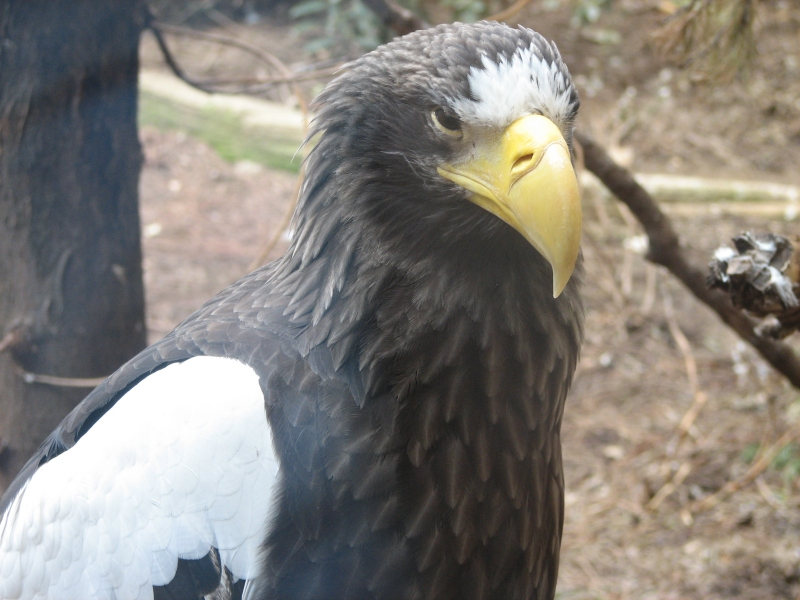
Pygargue de Steller